# Пепе ле Моко
«Пепе́ ле Моко́» (фр. Pépé le Moko) — фильм режиссёра Жюльена Дювивье, вышедший на экран во Франции в 1937 году. Криминальная драма, исполненная в художественной манере поэтического реализма.

## Сюжет
Преступник Пепе ле Моко (кличка, Моко — жаргонное название жителя Марселя), совершивший дерзкий налёт на банк в Тулоне, второй год скрывается в районе Касба — запутанных трущобах Алжира. Вместе со своей любовницей Инес (Норо) и членами банды: агрессивным Карлосом (Габрио), молодым Пьеро (Гиль), язвительным «Стариком» (Фабр), - он надёжно укрыт от полиции круговой порукой криминальных кварталов. Все попытки захватить его в Касбе заканчиваются безрезультатно. При этом полицейский-алжирец инспектор Слиман (Гридо) часто и открыто встречается с Пепе. Он не заискивает перед бандитами и, не одобряя бесперспективных силовых действий колониальной власти, открыто заявляет, что однажды арестует ле Моко, применив хитрость. 
Однажды Пепе знакомится с красивой парижанкой Габи Гулд (Бален), которая отстала от своих спутников-французов во время прогулки и заблудилась в трущобах. Она восхищена мужским обаянием бандита и на следующий день уговаривает инспектора Слимана вновь организовать ей встречу с ле Моко. Во время свидания в кафе Пепе, очарованный Габи, осознаёт, что в душных лабиринтах Касбы скучает по Франции.
В трущобах находится осведомитель — Реджис (Шарпен), который, по согласованию с полицией, выманивает неопытного Пьеро в центральные кварталы столицы, где организована засада. Пепе, догадываясь о провокации, удерживает Реджиса в Касбе до возвращения своего молодого товарища. Только ночью уже смертельно раненому юноше удаётся добраться до убежища. Он, поддерживаемый ле Моко и Карлосом, убивает осведомителя и тут же умирает сам.
Габи, находящаяся на содержании толстосума Максиме Клипа, обманывает своего покровителя и вновь встречается с Пепе. Их отношения переходят в интимные, что быстро становится известным Слиману. Он доводит это до сведения Максиме. После короткого выяснения отношений, Габи бросает своего содержателя и отправляется к Пепе. Но в холле отеля инспектор сообщает, что её возлюбленный только что застрелен при облаве. Сломленная, она принимает предложение Максиме немедленно покинуть Алжир. Развивая интригу, Слиман через информаторов открывает ле Моко, что Габи возвращается во Францию. Пепе спешит в порт, его арестовывают практически у трапа. Почувствовав тревогу, Габи выходит на корму уплывающего парохода. Пепе кричит ей, но гудок заглушает его. Он выхватывает из потайного кармана нож и убивает себя.

## В ролях
- Жан Габен — Пепе ле Моко
- Лин Норо — Инес, его любовница
- Габриэль Габрио — Карлос, член банды
- Гильберт Гиль — Пьеро, член банды
- Сатюрнен Фабр — сообщник Пепе по кличке «Старик»
- Лукас Гридо — инспектор Слиман
- Мирей Бален — Габи Гулд, красивая парижанка
- Шарли Гранваль — Максиме Клип, покровитель Габи
- Фернан Шарпен — Реджис, осведомитель полиции
- Марсель Далио — Л’Арби, соглядатай
- Гастон Модо — Джимми, «человек-оркестр»

## Награды
- Ведущим киноведческим журналом Японии «Kinema Junpo» в 1940 году фильм был признан лучшей картиной на иностранном языке.
- Национальный совет кинокритиков США в 1941 году назвал картину «Лучшим иностранным фильмом».

## Культурное влияние
- В 1938 году по сюжету картины был снят американский художественный фильм «Алжир» (англ. Algiers) с Шарлем Буайе и Хэди Ламарр в главных ролях[2].
- В 1948 году также в США был поставлен и экранизирован мюзикл «Касба» (англ. «Casbah») с участием Марты Торен, Ивонны Де Карло, Петера Лорре[3].

## Критика
- По мнению Жоржа Садуля эта картина — «самое живое и сильное из произведений Дювивье», была снята под несомненным влиянием фильма «Лицо со шрамом» Говарда Хоукса: «Пепе, французский гангстер,— родной брат того героя, которого у Хоукса воплощал Муни. Жесты и гримасы его сообщников — точная копия аналогичных действий статистов в „Лице со шрамом“». Однако, как указывает Садуль, прямое заимствование некоторых приёмов картины Хоукса всё же не помешало французскому режиссёру сохранить известную оригинальность: «Он обновляет сюжет и образы героев, когда переносит их из нью-йоркского дна в живописную обстановку пригорода Алжира — Казбы. Сходство обоих героев здесь скорее кажущееся, чем реальное»[4].

- Обозреватели «San Francisco Chronicle»: «Издание „Пепе ле Моко“ — чистое наслаждение. Наиболее известная, как основа к американскому фильму „Алжир“, картина 60 лет была недоступна в США, за исключением убитых копий и плохих видеокассет. Оказывается, „Пепе ле Моко“ даже лучше „Алжира“! Французская версия превосходит голливудский оригинал по передаче атмосферы… В Касбе Пепе — король и пленник. Он правит этой преисподней и полицейские не могут добраться до него. Но он знает, что никогда отсюда не вырвется»[5].
- Джим Хоберман: «Заблудившаяся в лабиринтах арабских кварталов плейгёрл Габи встречает очаровательного и опасного Пепе. Она — изящное, элегантное создание, завёрнута в шелка и осыпана жемчугами. Вы почти чувствуете запах духов, который вызывает в Пепе внезапную и, в результате, роковую ностальгию по Парижу. Треугольник персонажей замыкает инспектор Слиман — неопределённой сексуальной ориентации, ловкий, сладкоречивый алжирский полицейский, который сводит любовников, чтобы погубить Пепе. Немножко расист и чрезмерно сексист, Пепе ле Моко лучше всего воспринимается через его эксцентрические поступки. Никто не может не удивиться той счастливой румбе, которую харизматичный Габен (в прошлом — артист варьете) исполняет после своего чарующего свидания. Более серьёзна сцена, где Пепе готовится к финалу, облачившись по случаю в колониальный шлем, шёлковый шарф и гетры. Касба тает за ним, как сон, когда он несётся к морю и бросается в смерть — одновременно вымышленную и реальную»[6].